# Parapistomyia tropica
Parapistomyia tropica är en tvåvingeart som beskrevs av Peter Zwick 1977. Parapistomyia tropica ingår i släktet Parapistomyia och familjen Blephariceridae. Inga underarter finns listade i Catalogue of Life.